# Geertruida Jeanette Thorbecke
Geertruida Jeanette Thorbecke (Nes (Ameland), 2 augustus 1929 - Maui, 16 november 2001) was een Nederlands-Amerikaans patholoog. Ze was als hoogleraar verbonden aan de New York University School of Medicine.

## Biografie
Geertruida Jeanette Thorbecke werd geboren op 2 augustus 1929 in Nes (Ameland). Ze studeerde geneeskunde aan de Rijksuniversiteit Groningen en ze legde daar in 1953 met goed gevolg het artsexamen af. Het jaar erop promoveerde ze onder Frederik Johan Keuning op het proefschrift Over de vorming van antilichamen en gamma-globuline in vitro in bloedvormende organen. Met haar onderzoek toonde ze aan dat er de meeste antilichamen worden aangemaakt als er grote cellen die in staat zijn tot eiwitsynthese in de milt aanwezig zijn. Na haar promotie was ze twee jaar fellow bij een van de instituten van de Universiteit van Notre Dame waar ze onderzoek deed naar het lymfestelsel van niet-zieke dieren. Daarna werkte ze voor enige tijd bij de afdeling pathologie van de Universiteit Leiden. 
1957 vertrok ze naar de Verenigde Staten, waar ze voor de New York University School of Medicine ging werken. Eerst als universitair docente, na 1966 als universitair hoofddocent. In 1970 volgde haar benoeming tot gewoon hoogleraar in de pathologie. In 1980 werd ze corresponderend lid van de Koninklijke Nederlandse Akademie van Wetenschappen en in 1989 ontving ze de Outstanding Woman Scientist Award van de American Women in Science Organization. Datzelfde jaar was ze Loghem-laureaat van de Nederlandse Vereniging voor Immunologie.
Van 1989 tot en met 1990 was ze president van de American Association of Immunologists. In 1999 ontving ze de Rosch Hirschler Award in de dermatologie. Ze kreeg deze prijs voor onderzoek uitgevoerd  samen met Inga Silberberg-Sinakin naar de Langerhanscellen en hun relatie met dendritische cellen.
In 2001 ontving ze de Marie T. Bonazinga Award van de Society for Leukocyte Biology. Ze reisde af naar Hawaï om de prijs in ontvangst te nemen en om te spreken op de Cytokine Odyssey (een bijeenkomst). Tijdens haar verblijf werd ze tijdens het zwemmen in de zee gestoken door een Portugees oorlogsschip. Op 16 november 2001 kwam ze door complicaties te overlijden.

### Familie
Thorbecke was een lid van het in het Nederland's Patriciaat opgenomen geslacht Thorbecke en een dochter van de Groningse gemeente-arts Lubbertus Diedrich Johan Thorbecke (1900-1957) en Johanna Reeder (1902-1980). Ze trouwde in 1957 met Gerald Martin Hochwald, M.D. (1932), hoogleraar neurologie aan haar eigen universiteit, de New York University (School of Medicine), met wie zij drie zonen kreeg. Ook veel van haar directe verwanten waren werkzaam in het onderwijs.